# Minamiawaji

Minamiawaji (南あわじ市 Minamiawaji-shi?) este un municipiu din Japonia, prefectura Hyōgo.